# Турчаковський Климент Іванович
Кли́мент Іва́нович Турчако́вський (нар.1847, Щаснівка, Шибенська волость, Старокостянтинівський повіт, Волинська губернія — пом.9 січня 1897, Острогозьк), Воронізька губернія — український педагог, статський радник.

## Життєпис

### Родина
Народився в сім'ї щаснівського священика.

### Освіта
1869 року склав іспит зрілості у Житомирській чоловічій гімназії.
1873 року закінчив Санкт-Петербурзький Імператорський університет зі званням кандидата.

### Педагогічна праця
На державній службі та у відомстві Міністерства народної освіти з 8 серпня 1873 року.
1873 року призначений викладати предмети Історія та Географія в Череповецьке реальне училище, але через кілька місяців 1874 року переведений викладати предмети Історія та Географія до Кишинівської чоловічої гімназії, де й пропрацював у 1874-1878 навчальних роках.
1878 року переведений в чині надвірного радника викладати предмети Історія та Географія до Одеської Першої Рішельєвської гімназії, де й пропрацював у 1878-1880 навчальних роках.
1880 року призначений інспектором новоствореної 4-х класної прогімназії в Ізмаїлі, але був змушений подати у відставку через хворобу.
Лікувався півтора року у М. І. Пирогова, а після його смерті був змушений завершувати лікування у Відні у професора Більрота, де після низки з шести послідовних операції позбавився лівої ноги, яку замінив протезом. Це дало змогу повернутись в чині надвірного радника до викладання предметів Історія та Географія у Одеській Першій Рішельєвській гімназії. Позаяк викладає ще й предмети Географія та Комерційна статистика в Одеському комерційному училищі.
У жовтні 1883 року за викликом перейшов викладати до Першої київської гімназії, окрім цього був головою педради жіночої гімназії Янста.
Восени 1884 року Радою Університету Святого Володимира обирається на щойно створену кафедру географії, але змушений відмовитися через нову хворобу, яка забрала в нього наступні два роки.
В 1884–1889 навчальних роках продовжує викладацьку діяльність в чині колезький радник (з вислугою з 7 червня 1883 року) з предмету Історія в Першій київській гімназії.
1889 року призначається інспектором Уманської 4-х класної прогімназії та незабаром її перетворюють на 6-ти класну і він стає її директором і працює тут в 1889-1892 навчальних роках в чині статський радник (з вислугою з 22 лютого 1891 року).
1892 року призначений директором чоловічої гімназії і одночасно начальником жіночої прогімназії у місті Златополі, де й працював в 1892-1894 навчальних роках.
1894 року призначений директором Острогозької чоловічої гімназії, де й працював до самої смерті в 1894-1897 навчальних роках.

### Нагороди
- Орден Святої Анни 3 ступеня[1]).
- Орден Святого Станіслава 2 ступеня (27 грудня 1887 року)[1]).
- Орден Святої Анни 2 ступеня (28 грудня 1891 року)[18].
- Медаль «В пам'ять царювання імператора Олександра III»[18].

### Останні роки життя
В останні роки життя жваво цікавився педагогічним відділенням Харківського історико-філологічного товариства, яке щойно виникло, увійшов до складу його членів, задумав переклад об'ємистої педагогічної енциклопедії Баумейстера і пропонував педагогічному відділу видати його, але ця пропозиція, через брак коштів, не могла бути здійсненою.
Помер 9 січня 1897 року.

## Друковані праці
- Оскар Пешель Морфология земной поверхности (переклад з німецької, 1879)(рос. дореф.).
- Алексис Слюйс Руководство к наглядной географии, составленное преподавателем Брюссельской образцовой школы и членом Бельгийского географического общества А. Слюйсом. Санкт-Петербург: тип. М. М. Стасюлевича, 1880. — 104 с., 1 л. ил.; 24. (переклад з французької, 1880)(рос. дореф.).
- География, как предмет школьного образования. 1881(рос. дореф.).
- Учебник всеобщей географии. Курс 2 класса (Африка, Австралия, Америка и Азия). 1883(рос. дореф.). Схвалений Міністерством освіти і 1888 року здобув малу премію Петра Великого.
- Учебник начальной географии. Курс 1 класса. 1885(рос. дореф.). Схвалений Міністерством освіти і 1888 року здобув малу премію Петра Великого.
- Учебник всеобщей географии. Европа. Курс 3 класса. 1886(рос. дореф.). Схвалений Міністерством освіти і 1888 року здобув малу премію Петра Великого.
- Опыт систематического каталога важнейших пособий по изучению и преподаванию географии. 1885(рос. дореф.).
- Учебник географии России.(рос. дореф.) Не закінчив.
- Допис: «Генуэзские колонии в Крыму»(рос. дореф.) (В «Киевской Старине», 1888 р., і окремо).
- Допис: «Краткий очерк истории города Умани»(рос. дореф.) (В «Киевской Старине», 1888 р., і окремо).
- Допис: «Что нам нужно?»(рос. дореф.) (В «Педагогическом Ежегоднике», 1896 р.).

## Лекції
- Историко-географический очерк Галиции. (Актова зала Острогозької гімназії, 21 листопада 1896 року)
- Галиция в политическом, этнографическом и материальном отношениях. (Актова зала Острогозької гімназії, 28 листопада 1896 року)